# Korsåmon
Korsåmon är en by i Jämtland vid gränsen till Västernorrlands län. Byn är belägen i Ragunda kommun och i Fors socken. Närmsta orterna är Västanå i söder, Boda i öst och Brännan i norr. Byn ligger ungefär 127 m ö.h..
Namnet Korsåmon tros betyda att när du korsar ån (Kvarnån) som korsar vägen som passerar Korsåmon, kommer du till Mon. Därav Kors-Å-Mon.
Käringberget ligger alldeles nordöst om Korsåmon, inte mer än cirka 100 meter från vägen. Det är ett berg med gammal orörd skog och branta klippväggar.